# (26311) 1998 TR16
1998 تي أر 16 (ويعرف أيضًا باسم (26311) 1998 تي أر 16 وفق تسمية الكوكب الصغير) (بالإنجليزية: 1998 TR16)‏ هو كويكب ضمن حزام الكويكبات؛ وترتيبه 26311 من حيث الاكتشاف.
اكتُشف هذا الجُرم الفلكي بواسطة OCA–DLR Asteroid Survey ‏ في 14 أكتوبر 1998.

## وصلات خارجية
- (26311) 1998 TR16 في قاعدة بيانات مختبر الدفع النفاث لأجرام النظام الشمسي الصغيرة

- الاكتشاف · مخطط المدار ·  العناصر المدارية · المعلمات المادية

- (26311) 1998 TR16 على موقع ويكي سكاي: DSS2, SDSS, GALEX, IRAS, Hydrogen α, X-Ray, Astrophoto, Sky Map, Articles and images